# Volane
Die Volane  ist ein Fluss in Frankreich, der im Département Ardèche in der Region Auvergne-Rhône-Alpes verläuft. Sie entspringt in den nördlichen Ausläufern der Cevennen im Gemeindegebiet von Mézilhac. Die Quelle liegt an der Ostflanke des Suc de l’Areilladou (1448 m) im gleichnamigen Schigebiet Areilladou im Regionalen Naturpark Monts d’Ardèche. Die Volane entwässert im Oberlauf in östlicher Richtung, dreht dann auf Süd und mündet nach rund 23 Kilometern gegenüber von Labégude, jedoch noch im Gemeindegebiet von Vals-les-Bains, als linker Nebenfluss in die Ardèche.

## Orte am Fluss
- Laviolle
- Antraigues-sur-Volane
- Asperjoc
- Vals-les-Bains